# Nebeský pochodový orchestr

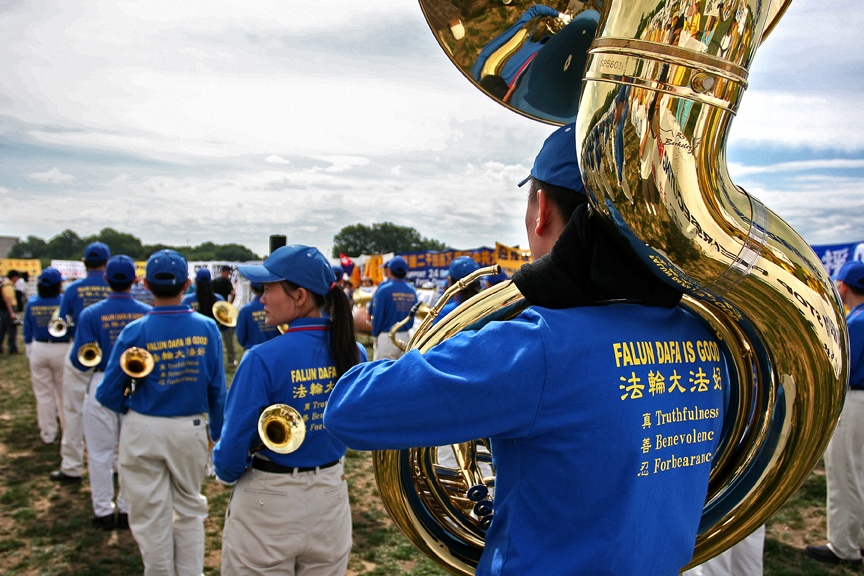
Pochodový orchestr - Falun Dafa Marching band, WashingtonDC.

Nebeský pochodový orchestr (Celestial marching band) je soubor hudebníků z Evropy a různých zemí z celého světa. Nebeský pochodový orchestr je soubor praktikujících Fa-lun-kungu kteří pochodují ulicemi hlavních měst na protest proti násilí na praktikujících Fa-lun-kungu v Číně, kde čínská vláda Fa-lun-kung od roku 1999 násilně potlačuje. 

## Vznik
Nebeský pochodový orchestr vznikl v roce 2006 jako společnost téměř 160 hudebníků ze všech koutů Evropy, ve věku od 7 do 70 let. Kromě hudby spojuje všechny tyto muzikanty také praxe Fa-lun-kung, poklidné čínské meditační cvičení, které si oblíbily desítky milionů lidí v 80 zemích světa. Fa-lun-kung zastává původní myšlenkovou školu principů Pravdivosti, Soucitu a Snášenlivosti a těmto hodnotám zůstávají ti, kdo se mu věnují, věrni i na poli umění.

### Reakce na pronásledování Fa-lun-kungu
Velká popularita Fa-lun-kungu se však v Číně znelíbila komunistickému vedení a od roku 1999 jsou jeho příznivci ve své zemi krutě pronásledováni. A tak i v samotném orchestru najdeme oběti perzekuce, jež přežily mučení ve věznicích či pracovních táborech a podle jejich slov někdy jen o vlas unikly násilnému odebrání orgánů na komerční transplantace. Posláním orchestru je proto i podpora lidských práv a svobody vyznání v nejlidnatější zemi světa Číně.

## Akce orchestru
Nebeský pochodový orchestr není pouze záležitostí Evropy, je to seskupení, které existuje také jinde ve světě, například v USA, Kanadě nebo Austrálii a Novém Zélandu. Tyto pochodové formace hudebníků, pochodující ulicemi hlavních měst po celém světě se "standartou" školy Falun Dafa na protest proti násilí na praktikujících meditační praxe Fa-lun-kung, se vymykají Číně z rukou. Orchestr se objevil v ulicích Hongkongu, New Yorku, Paříže, Berlína, Sabahu, Camberry nebo Ottawy.

### Video
Nebeský pochodový orchestr v Bratislavě 2009 (youtube.com)

Celestial Marching Band při průvodu Torchlight Parade v Seattlu, USA, 2007 (youtube.com - záznam ze Seafair Archivováno 12. 7. 2009 na Wayback Machine.)

Průvod v čínském městě - Německo 2006 (youtube.com)

### Audio
Nahrávky pochodových písní hudebního souboru Celestial marching band (europeancelestialband.org)